# Symplocos austrosinensis
Symplocos austrosinensis là một loài thực vật có hoa trong họ Dung. Loài này được Hand.-Mazz. miêu tả khoa học đầu tiên năm 1943.